# Cometz de Metz
Uniformes
Les Cometz de Metz est un club français de baseball fondé en 1986.
Le club engage différentes équipes pour des championnats de baseball/softball au niveau national et régional. Le club respecte un certain principe de mixité puisqu'il permet à des femmes et jeunes filles de jouer à travers ses équipes de softball ou de baseball pour les jeunes filles de moins de 16 ans.
Vainqueur à deux reprises du championnat Grand Est de baseball en 2013 et 2014, l'équipe première accède à la division Nationale 1 en 2015, puis à la Division 2 en 2017. Après avoir passé deux années en Division 2 et avoir terminée le championnat à la troisième place de la poule A de la Division 2 pour la saison 2018, l'équipe intègre le championnat d'élite (Division 1) dès la saison 2019. Depuis, les Cometz ont réussi à survivre à la réduction du nombre d'équipes en Division 1 de 12 à 8. Le meilleur résultat du club a été atteint en 2022 avec finalement une sixième place. Les Cometz ont également atteint la finale du Challenge de France en 2024. 
L'équipe réserve quant à elle évolue en championnat régional 1 de la région Grand Est. 
Lors de la saison 2018, l'équipe 12U du club s'est hissée à la tête du classement au niveau national puisqu'elle a terminé championne de France baseball en catégorie 12U sur le score de 6 à 4 face à l'équipe de Savigny.
Depuis sa restructuration au début des années 2010, le club a connu une certaine expansion, ce qui s'illustre par son nombre de licenciés. En 2011, il était de 42 licenciés et a atteint le nombre de 144 pour la saison 2017. Il s'est stabilisé depuis
Le club dispose d'un terrain de baseball et softball aménagé en 1996 par la ville de Metz situé au sein du complexe sportif des hauts de Blémont.